# بانشی (کمیک)
بانشی (به انگلیسی: Banshee) یک شخصیت تخیلی و ابرقهرمانانه در کتاب‌های کامیک می‌باشد. این کاراکتر به دست روی توماس و ورنر روث خلق شده و در مردان-اکس شماره ۲۸ام (ژانویه ۱۹۶۷) معرفی شد.
جدا از کتاب‌های کامیک، شرکت مارول از بانشی در دیگر کالاهای خود از جمله پوشاک، اسباب‌بازی، ورق بازی، انیمیشن‌های تلویزیونی و بازی‌های رایانه‌ای استفاده کرده است.
شان کسدی، یک ایرلندی جهش‌یافته است که به کمک جیغ فراصوتش می‌تواند سیستم شنوایی دشمنان را صدمه زده یا باعث لرزش اشیاء شود. وی بر اساس بانشی، یک شبح در اسطوره‌های ایرلندی، نام‌گذاری شده است.
کلب لندری جونز نقش این شخصیت را در فیلم سینمایی مردان ایکس: کلاس اول (سال ۲۰۱۱) را بازی کرده است.